# Martin Smolka
Martin Smolka (23 de agosto de 1959 en Praga) es un compositor clásico checo.

## Obras

### Óperas
- Nagano (2001-2003, sobre un libreto de Jaroslav Dušek et Martin Smolka).
- Das schlaue Gretchen (2005, sobre un libreto de Klaus Angermann).

### Obras orquestales
- L’Orch pour l’orch (1990).
- Three pieces for retuned orchestra (1996).
- Nešť (1999).
- Remix, Redream, Reflight (2000).
- Observing the Clouds (2001-2003).
- Tesknice (Nostalgie) (2003-2004).

### Música de cámara
- Slzy (Tears) (1983) para violín, viola y chelo.
- Hudba hudbička (Music Sweet Music) (1985-1988) para soprano y ensemble.
- Music for Retuned Instruments (1988).
- Zvonění (Ringing) (1989) para un percusionista.
- Nocturne (1989) para ensemble.
- Netopýr (The Flying Dog) (1990-1992) para ensemble.
- Rain, a Window, Roofs, Chimneys, Pigeons and so... and Railway-Bridges, too (1992) para ensemble.
- Rent a Ricercar (1993-1995) para ensemble.
- Euforium (1996) para ensemble.
- Lullaby (1996-1997) para trombón, guitarra y ensemble.
- 8 pieces for guitar quartet (1998).
- Autumn Thoughts (1998) para ensemble.
- Lieder ohne Worte und Passacaglia (1999) para ensemble.
- Like Those Nicéan Barks of Yore (1999).
- Blue Note (2000).
- Geigenlieder (2001).
- Ach, mé milé c moll (Oh, my admired C minor) (2002).
- Solitudo (2003).
- Hats in the Sky (2004) para ensemble.
- For a Buck (2004).
- Lamento metodico (2006).
- Semplice (2006).

### Música vocal
- Walden, the Distiller of Celestial Dews (2000), para coro y un percusionista (Henry David Thoreau).
- Houby a nebe (Mushrooms and Heaven) (2000), (Petr Pavel Fiala y Martin Smolka).
- Missa (2002;
- Słone i smutne (Salés et Tristes) (2006), para coro (Tadeusz Różewicz).

## Discografía
- Hudba hudbička, ensemble AGON, Arta Records, Prague 1991.
- Music for Retuned Instruments, ensemble recherche, Wittener Tage für neue Kammermusik 1991, WDR Köln 1991.
- Rain, a Window, Roofs, Chimneys, Pigeons and so... and Railway-Bridges, too, col legno München/SWF Baden-Baden, Donaueschinger Musiktage 1992.
- A v sadech korálů, jež slabě zrůžověly, Petr Matuszek - barítono, Martin Smolka - piano, Na prahu světla, Happy Music, Prague 1996.
- Rent a Ricercar, Flying Dog, For Woody Allen, Nocturne, AGON Orchestra, audio ego/Society for New Music Prague, 1997.
- Euphorium, Rain, a Window, Roofs, Chimneys, Pigeons and so... and Railway-Bridges, too, Music for Retuned Instruments, Ringing, AGON Orchestra, audio ego/Society for New Music Prague, 1998.
- Walden, the Distiller of Celestial Dews, SWR-Vokalensemble Stuttgart, Meinhard Jenne, Rupert Huber, Donaueschinger Musiktage 2000.